# Museu da Estrada de Ferro Madeira-Mamoré
O Museu da Estrada de Ferro Madeira-Mamoré se localiza na Praça da EFMM em Porto Velho-RO, é um museu temático brasileiro.

## Histórico
O Museu reúne os pertences e objetos da Ferrovia do Diabo que foi construída no início do século XX. Constitui-se numa das principais atrações históricas de Rondônia, possuindo várias instalações que podem ser visitadas.
A Estrada de Ferro Madeira-Mamoré foi uma das construções mais difíceis da engenharia mundial, ao lado da construção do Canal do Panamá - marcada pelo alto custo em vidas humanas.
É um verdadeiro marco do ciclo da borracha, onde a extração do látex da seringueira constituía-se em importante produto estratégico da Amazônia - embora seu fato causador tenha sido o acordo Brasil-Bolívia, para a solução da Questão do Acre, que contou com a participação diplomática do Barão do Rio Branco.

## Instalações
- Prédio das oficinas: entre as construções do complexo ferroviário a de maior tamanho e complexidade, sem dúvida é o prédio das oficinas. Foi construída entre 1908 e 1912 e abrigava a parte de mecânica, fundição, carpintaria, pintura, serraria, funilaria e depósito, e tinha como função os reparos do material rodante da ferrovia atendendo, também a comunidade com reparos de motores e fundição de peças. Uma das peças que chama a atenção, na entrada da oficina, é o girador ou rotunda que servia para direcionar as máquinas e carros para o local de conserto, dentro da oficina. Funcionou até 1972, sendo depois soterrado. Atualmente encontra-se à disposição da visitação pública totalmente recuperado.

- Armazéns de carga e descarga: existem dois armazéns de carga e descarga, erguidos à margem do  rio Madeira, medindo 50m x 20m cada um, cobertos e fechados lateralmente por chapas de zinco galvanizado e piso de concreto. O primeiro, de nº 1, foi construído em 1912, e o segundo, de nº 2, em 1943, para dar respaldo a intensificação da produção de borracha durante a 2ª Guerra Mundial. Foram projetados e pré-fabricados nos Estados Unidos e usados com depósitos para armazenar as mercadorias que abasteciam os seringais e para abrigar a produção extrativista que eram embarcadas para fora da região. Hoje o Armazém nº 1 é utilizado para acomodar o acervo do Museu Ferroviário.

- Estação de Porto Velho: a estação nº 1, em Porto Velho, foi construída junto com a ferrovia e foi inaugurada, também, em 1912 e destinava-se à venda de passagens, de embarque e desembarque de passageiros, para despacho de documentos e comunicação. Foi construída em alvenaria de tijolos aparentes e sem furos, com janelas de madeira e vidros, coberta com telhas de barro, do tipo francesa, avarandada em todos os lados e onde foram utilizados trilhos na sustentação. Após a reativação foi utilizada como Museu Ferroviário e, posteriormente o acervo foi transferido depois para o Armazém nº 1.

## Vista

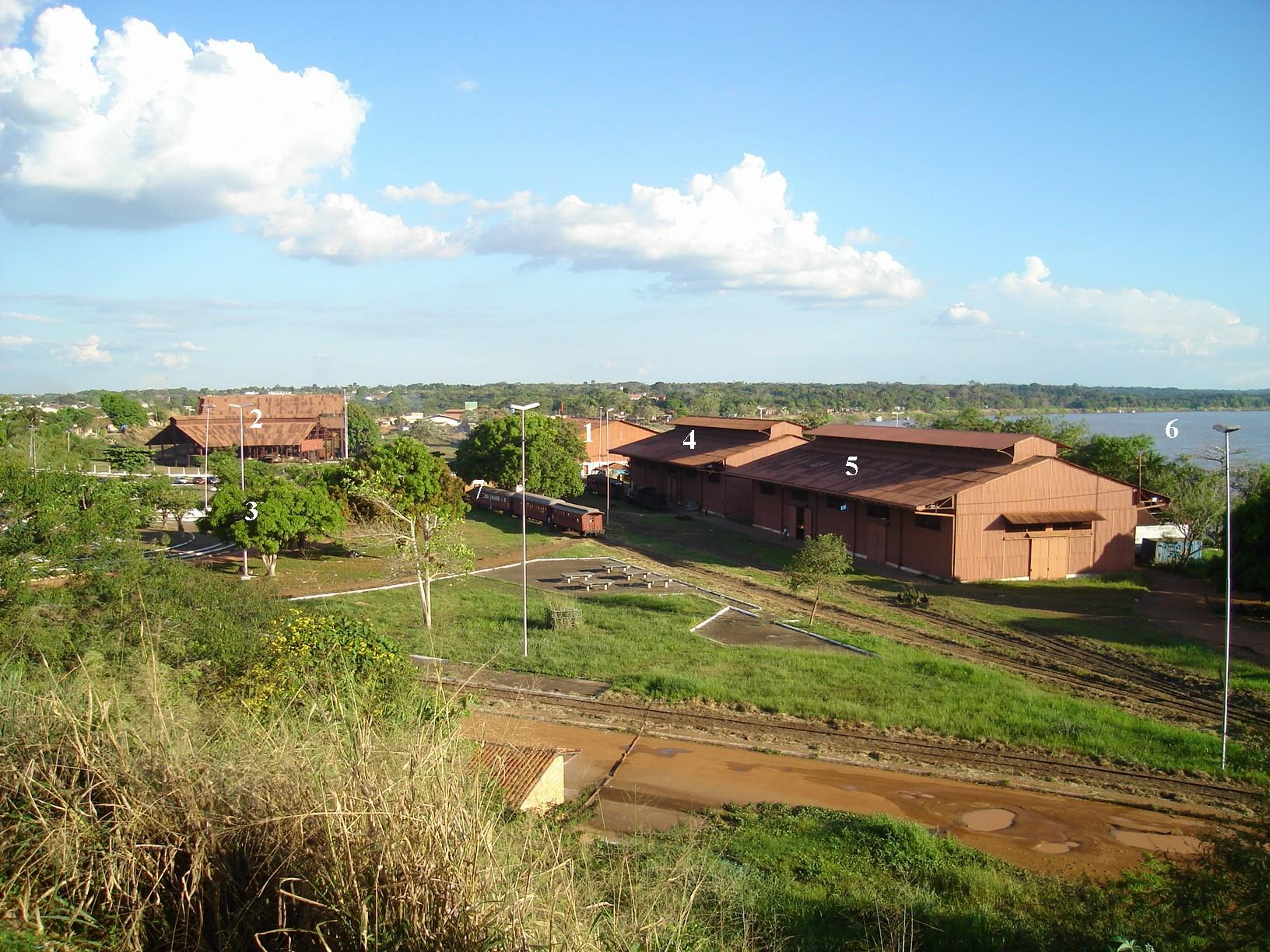
Museu da Estrada de Ferro Madeira-Mamoré.

Ao lado, o museu, com suas instalações principais:
Legenda
- 1 - Prédio da oficina.
- 2 - Rotunda.
- 3 - Praça da EFMM.
- 4 - Armazém de carga e descarga (desativado).
- 5 - Armazém de carga e descarga. Atualmente, local onde fica o acervo do Museu.
- 6 - Rio Madeira.
- 7 - Estação Porto Velho.